# Simon Billy
Simon Billy (Montpellier, 5 dicembre 1991) è uno sciatore di velocità francese.
È l'attuale detentore del record mondiale con una velocità di 255,500 km/h stabilita il 22 marzo 2023 ai mondiali di Vars, sulla pista Chabrières.

## Palmarès

### Mondiali
- 8 medaglie:
  - 4 ori (categoria S1 a Vars nel 2022, 2023, 2024, 2025)
  - 1 argento (categoria S1 a Vars 2019)
  - 1 bronzo (categoria S1 a Vars 2013)

### Coppa del Mondo
- Vincitore della Coppa del Mondo di sci di velocità categoria S1  nel 2021
- 33 podi:
  - 8 vittorie
  - 18 secondi posti
  - 7 terzi posti

#### Coppa del Mondo - vittorie
| Data          | Luogo      | Paese   | Categoria |
| ------------- | ---------- | ------- | --------- |
| 26 marzo 2019 | Vars       | Francia | S1        |
| 11 marzo 2021 | Idre Fjäll | Svezia  | S1        |
| 12 marzo 2021 | Idre Fjäll | Svezia  | S1        |
| 13 marzo 2021 | Idre Fjäll | Svezia  | S1        |
| 11 marzo 2022 | Idre Fjäll | Svezia  | S1        |
| 12 marzo 2022 | Idre Fjäll | Svezia  | S1        |
| 18 marzo 2023 | Vars       | Francia | S1        |
| 19 marzo 2023 | Vars       | Francia | S1        |

Legenda:

S1 = Speed One